# H-Bahn

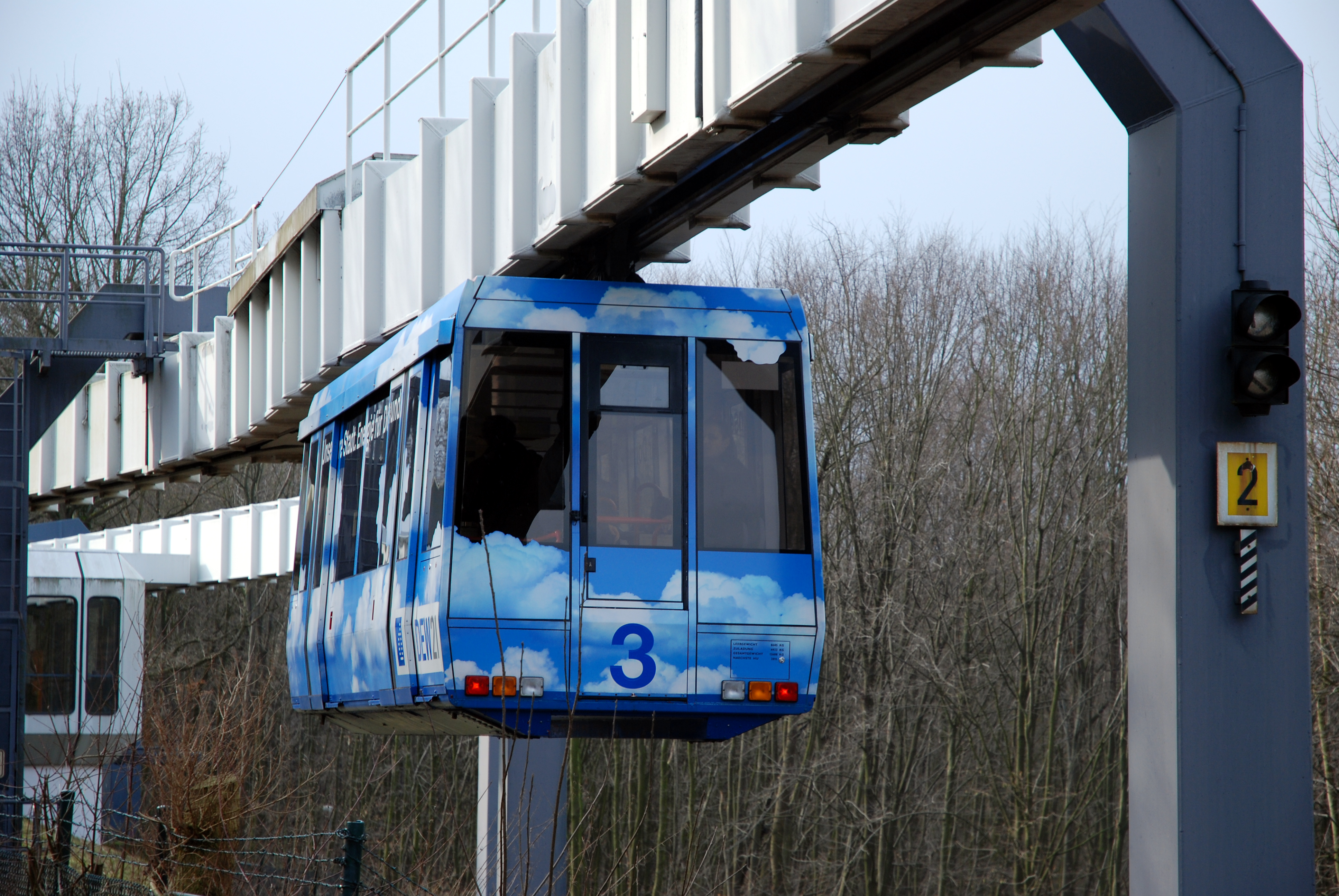
H-Bahn a Dortmund

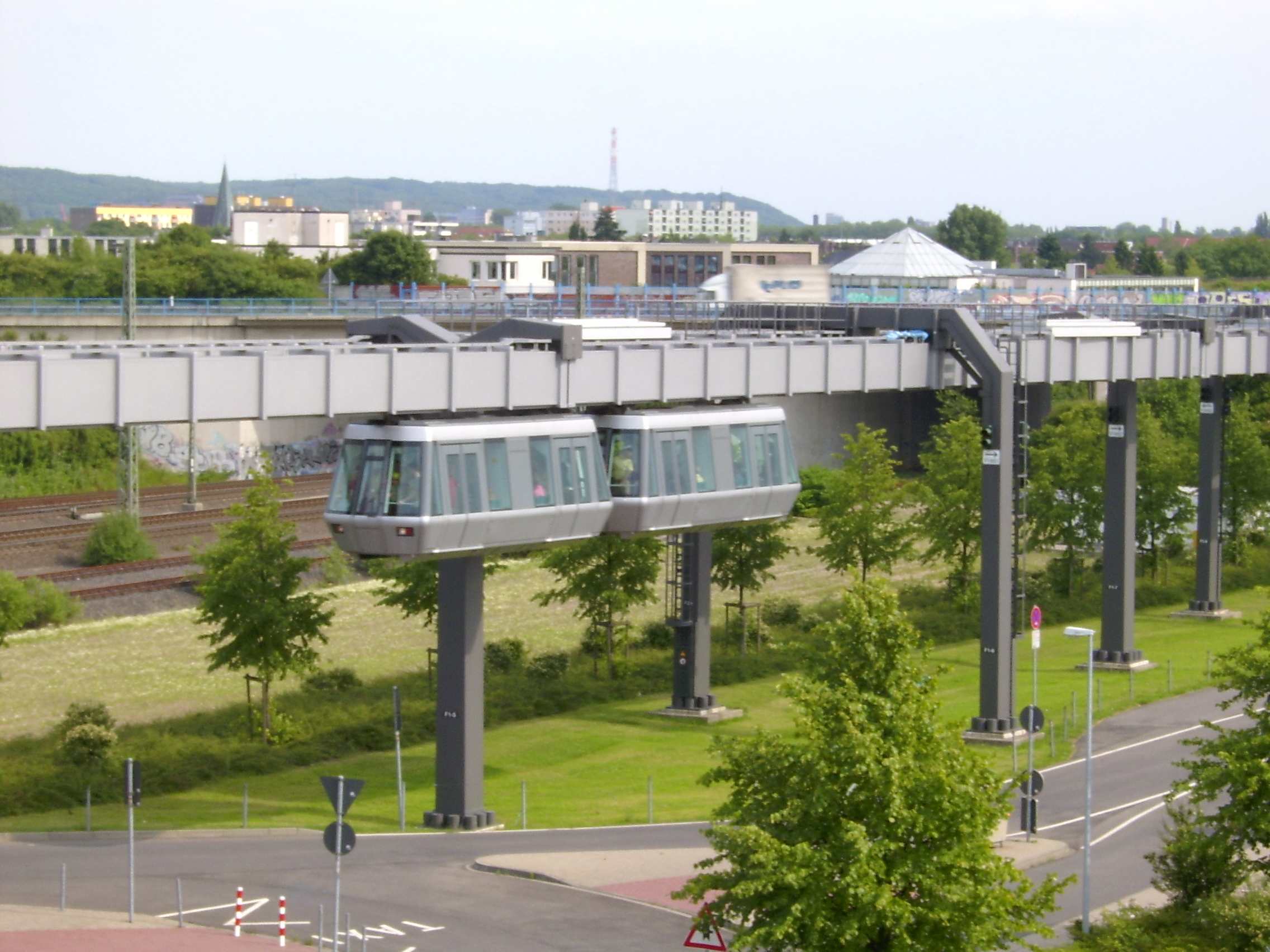
H-Bahn a Düsseldorf

L'H-Bahn  (de l'alemany Hängebahn, tren penjant) és un sistema de monorail suspès, que transporta passatgers sense necessitat de conductor. El sistema fou desenvolupat per Siemens amb el nom de projecte SIPEM (SIemens PEople Mover, transportador de persones Siemens).
Aquest sistema compta amb dues línies en servei, instal·lades al campus de la universitat de Dortmund (una única via amb dues línies) i a l'aeroport de Düsseldorf, on l'anomenat Sky Train connecta la terminal de l'Aeroport Internacional de Düsseldorf amb l'aparcament i l'estació de Deutsche Bahn, mitjançant una sola línia, amb dues vies. Mentre que a Dortmund circulen cabines independents, a Düsseldorf funcionen parelles de cabines.
Siemens ha abandonat la comercialització activa d'aquest sistema de transport, però des de l'any 2011, l'empresa Air Train International ha estat comercialitzant el sistema a la Xina, i des del maig de 2013 hi ha propostes de construcció de línies d'H-Bahn a Shanghai i Wenzhou, i altres ciutats xineses estan estudiant implantar aquest sistema de transport.